# Phare de Hammeren
Le phare de Hammeren (en danois : Hammeren Fyr) est un phare au Danemark, situé sur la péninsule de Hammeren, à la pointe nord-ouest de l’île de Bornholm.

## Histoire
Un vieux phare au charbon, construit en 1802 et modernisé en 1837, a été mis hors service en 1872 lorsqu’il a été décidé de construire un nouveau phare plus haut près de Stejlebjerg, le point culminant de Hammeren. Sa hauteur, cependant, s’est avérée être un problème car il n’était pas toujours visible de la mer par temps brumeux. Il a donc été décidé en 1895 de construire un deuxième phare, le phare de Hammer Odde.

## Le phare
Inactif depuis 1990, il est situé sur les hauteurs de Stejlebjerg. Sa lanterne, d’un diamètre de 4,3 mètres, se trouve à 85 mètres au-dessus du niveau de la mer. Lorsqu’il était opérationnel, la lumière de sa lampe fixe était visible à une distance de 37 kilomètres. Le phare est situé à la pointe nord-ouest de Bornholm, avec les coordonnées GPS 55° 17′ N, 14° 55′ E, à l’extrémité du Fyrvej à environ 2,5 kilomètres à l’ouest de Sandvig. Il s’agit d’une tour circulaire en granit construite à côté d’une maison de gardien en briques à un étage et demi. Il se trouve dans une zone naturelle très pittoresque entourée de petites végétations de conifères, avec de nombreux monuments anciens. Ce phare a remplacé le phare de Stejlebjerg, établi en 1802, qui était plus proche de Hammerodde. Construit en 1871, le phare de Hammeren a été fonctionnel entre 1872 et 1990, avec une électrification en 1947. La tour de maçonnerie mesure 21 mètres de hauteur, mais la hauteur totale du phare, y compris son dôme de lanterne rayonnant, de couleur métallique verdâtre, et ses accessoires, est de 91 mètres. Celle-ci était considérée comme trop élevée pour être vue par temps brumeux. Les visiteurs sont autorisés à entrer dans la tour pendant la période estivale. Par temps clair, la vue s’étend jusqu’à la côte suédoise,.